# Europese kampioenschappen schaatsen afstanden 2022 - 1500 meter vrouwen
De 1500 meter vrouwen op de Europese kampioenschappen schaatsen 2022 werd verreden op zaterdag 8 januari 2022 in ijsstadion Thialf in Heerenveen.
Titelverdedigster Ireen Wüst werd verslagen door landgenote Antoinette de Jong.

## Uitslag
| #      | Schaatser              | Land                | Tijd     |
| ------ | ---------------------- | ------------------- | -------- |
| Goud   | Antoinette de Jong     | Nederland           | 1.53,81  |
| Zilver | Ireen Wüst             | Nederland           | 1.54,08  |
| Brons  | Francesca Lollobrigida | Italië              | 1.54,50  |
| 4      | Marijke Groenewoud     | Nederland           | 1.54,78  |
| 5      | Ragne Wiklund          | Noorwegen           | 1.54,85  |
| 6      | Jevgenia Lalenkova     | Rusland             | 1.55,23  |
| 7      | Jelizaveta Goloebeva   | Rusland             | 1.55,63  |
| 8      | Jekaterina Sloeva      | Wit-Rusland         | 1.57,58  |
| 9      | Ellia Smeding          | Verenigd Koninkrijk | 1.59,23  |
| 10     | Anastasija Grigorjeva  | Rusland             | 1.59,511 |
| 11     | Leia Behlau            | Duitsland           | 1.59,512 |
| 12     | Marit Fjellanger Bøhm  | Noorwegen           | 2.00,38  |
| 13     | Sofie Karoline Haugen  | Noorwegen           | 2.00,44  |
| 14     | Michelle Uhrig         | Duitsland           | 2.00,81  |
| 15     | Kaitlyn McGregor       | Zwitserland         | 2.01,16  |
| 16     | Lea-Sophie Scholz      | Duitsland           | 2.01,33  |
| 17     | Zuzana Kuršová         | Tsjechië            | 2.01,65  |
| 18     | Olga Kaczmarek         | Polen               | 2.03,20  |
| 19     | Veronika Antošová      | Tsjechië            | 2.05,66  |